# Nyctemera sexmaculata
Nyctemera sexmaculata är en fjärilsart som beskrevs av Adalbert Seitz 1915. Nyctemera sexmaculata ingår i släktet Nyctemera och familjen björnspinnare. Inga underarter finns listade i Catalogue of Life.